# Записи про князя Нобунаґу

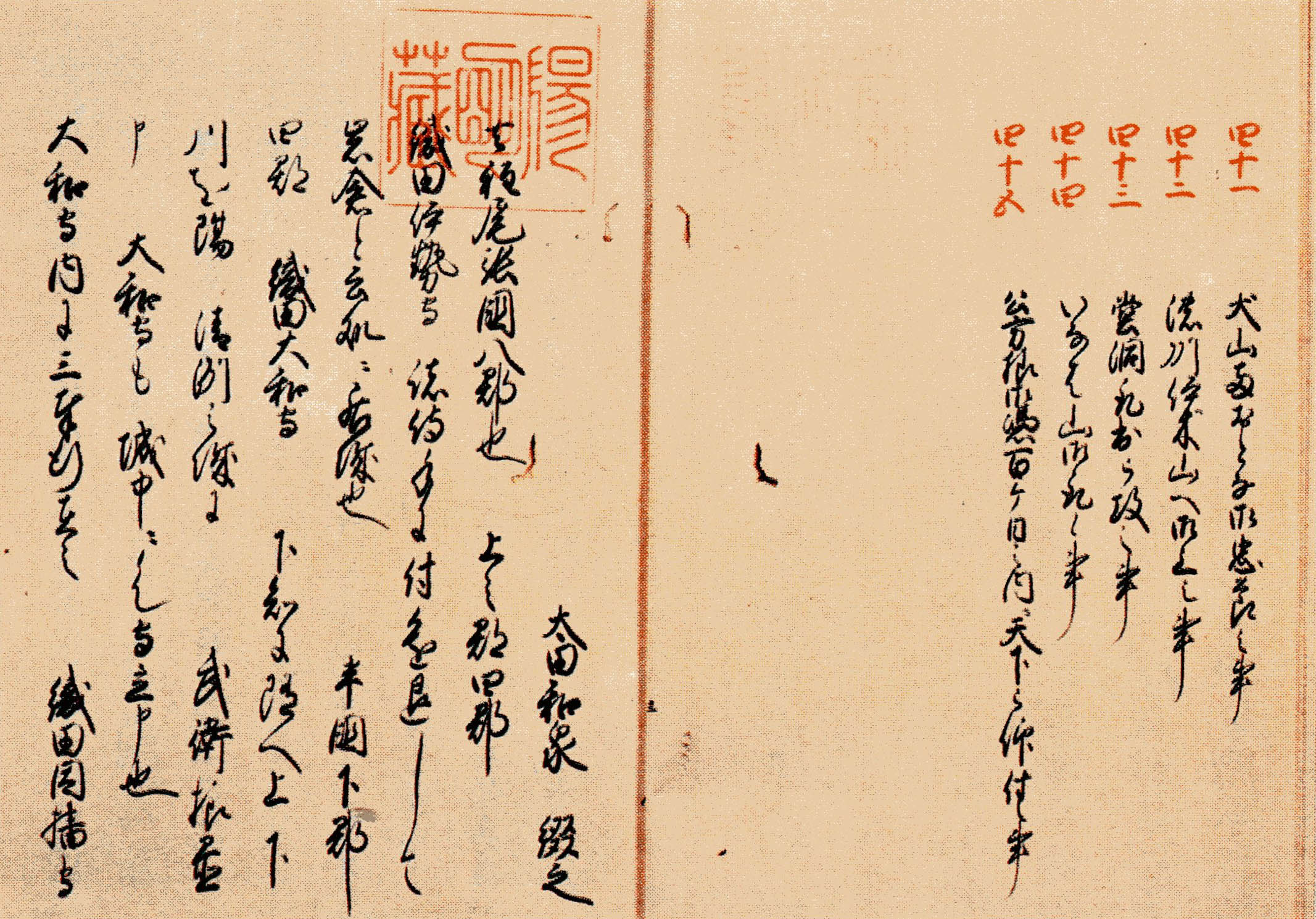
Текст хроніки (Список Йомей).

«Записи про князя Нобунаґу» (яп. 信長公記, Шінчьō-кō кі) — японський самурайський літопис, присвячений життю національного героя Японії Оди Нобунаґи. Пам'ятка японської військово-історичної літератури. Фундаментальне джерело з історії, культури, етнографії, релігії, військової справи Японії XVI століття. Один із найпопулярніших японських історичних текстів.

## Загальна інформація
Упорядкований у 1569—1610 роках Отою Ґюїчі, самураєм середньої ланки, гвардійцем та адміністратором Нобунаґи. Складається з 16 сувоїв — 1 Заголовного і 15 основних. Заголовний сувій охоплює період 1534—1568 років й упорядкований у розповідному стилі. Решта 15 сувоїв охоплюють період 1568—1582 років й написані у вигляді літописів-щорічників. Має 4 оригінальні рукописи і понад 70 списків-копій XVIII—XIX століття.

## Видання
Вперше надрукований японською 1885 року. Відтоді перевидавався 17 разів, включно з перекладами на сучасну японську мову.

## Переклади
- Англійський переказ пам'ятки на основі копії-списку Йомей вийшов 2011 року.
- Український переклад хроніки вийшов 2013 року у видавництві «Дух і Літера» на основі оригінального рукописного списку Ікеди, а також списків Йомей і Мачіди (переший переклад твору, здійснений слов'янською мовою).